# 악의 꽃 (2002년 드라마)
《악의 꽃》는 2002년 6월 7일에 MBC에서 방영한 베스트극장이다.

## 등장 인물

### 주요 인물
- 정재곤 : 윤호 역
- 김여랑 : 소정 역 - 윤호의 아내
- 강소정 : 연주 역

### 그 외 인물
- 양형욱
- 손종범
- 신동미
- 오협
- 정승재